# Demonax flavicollis
Demonax flavicollis är en skalbaggsart som beskrevs av Masaki Matsushita 1931. Demonax flavicollis ingår i släktet Demonax och familjen långhorningar. Inga underarter finns listade i Catalogue of Life.